# Psammotropha
Psammotropha é um género botânico pertencente à família Molluginaceae.
1. ↑  «Psammotropha — World Flora Online». www.worldfloraonline.org. Consultado em 19 de agosto de 2020